# Hildebrand & Wolfmüller
Hildebrand & Wolfmüller was het eerste bedrijf ter wereld dat motorfietsen in serie produceerde. De machine heette officieel Zweirad mit Petroleum oder Benzinmotorenbetrieb, maar was ook de eerste die Motorrad werd genoemd, dus een motorfiets werd genoemd. De bedrijfsnaam was Hildebrand & Wolfmüller Motor-Fahrrad Fabrik, de onderneming was van 1894 tot 1897 in München gevestigd en opgericht door Heinrich en Wilhelm Hildebrand en Alois Wolfmüller, die de eerste in serie geproduceerde motorfiets, waarschijnlijk tussen 800 en 2000 stuks, bouwde. Het was dus de eerste fabriek van motorfietsen. De gebroeders Hildebrand hadden al eerder een poging ondernomen om motorfietsen te produceren met hun merk Hildebrand. Dat waren in 1889 stoommotorfietsen.
De Hildebrand & Wolfmüller had een door Geisendorf ontwikkelde tweetaktmotor omgebouwd tot een 1488 cc viertaktmotor die 2½ pk bij 240 toeren ontwikkelde. De motor was watergekoeld en de drijfstangen dreven vrijwel rechtstreeks het achterwiel aan, dat als vliegwiel fungeerde. Het achterspatbord fungeerde als koelwaterradiateur. Het eerst toegepaste frame was niet stevig genoeg en daarom werd het blok ingebouwd in een frame gebaseerd op dat van de oude stoommotorfiets.
Tegelijk werd in Frankrijk precies dezelfde motorfiets op de markt gebracht, maar met een andere naam: La Pétrolette. De klanten in Duitsland ondervonden veel start- en andere problemen en velen vroegen hun geld terug. Bovendien volgden Hildebrand en Wolfmüller de snelle technische ontwikkelingen in die tijd niet, maar bleven aan hun bestaande, snel verouderende techniek vasthouden. Daardoor eindigde de productie in Duitsland en Frankrijk in 1897.
|  |  |